# Decaschistia harmandii
Decaschistia harmandii är en malvaväxtart som beskrevs av Jean Baptiste Louis Pierre. Decaschistia harmandii ingår i släktet Decaschistia och familjen malvaväxter. Inga underarter finns listade i Catalogue of Life.